# Otonsaari (ö i Södra Savolax, S:t Michel, lat 61,74, long 26,64)
Otonsaari är en ö i Finland.   Den ligger i kommunen Hirvensalmi i den ekonomiska regionen  S:t Michel och landskapet Södra Savolax, i den södra delen av landet, 200 km nordost om huvudstaden Helsingfors.